# Ptychadena keilingi
Ptychadena keilingi là một loài ếch trong họ Ptychadenidae.
Nó được tìm thấy ở Angola, Cộng hòa Dân chủ Congo, và Zambia.
Các môi trường sống tự nhiên của chúng là xavan ẩm, đồng cỏ nhiệt đới hoặc cận nhiệt đới vùng ngập nước hoặc lụt theo mùa, và đầm nước.